# よくぞ行きましたTV
『よくぞ行きましたTV』（よくぞいきましたテレビ）は、2013年8月15日から同年9月26日までテレビ朝日で放送されていたバラエティ番組。全7回。
毎回芸能人リポーターたちが日本各地を巡り、ロケの裏話をスタジオMCの千原ジュニアとゲストに聞かせていた深夜番組。『ネオバラ2』木曜バラエティ道場の第3弾として、2か月間限定でレギュラー放送された。

## 出演者
| 放送回 | MC                       | 旅人                                 | ゲスト                       |
| ------ | ------------------------ | ------------------------------------ | ---------------------------- |
| 第1回  | 千原ジュニア（千原兄弟） | アントニー（マテンロウ）             | 山内悠（写真家）             |
| 第2回  | 千原ジュニア（千原兄弟） | 伊藤修子                             | 山内悠（写真家）             |
| 第3回  | 千原ジュニア（千原兄弟） | やしろ優                             | 栗城史多（登山家）           |
| 第4回  | 千原ジュニア（千原兄弟） | 渡辺江里子・木村美穂（阿佐ヶ谷姉妹） | 栗城史多（登山家）           |
| 第5回  | 千原ジュニア（千原兄弟） | あばれる君                           | 華恵（エッセイスト・モデル） |
| 第6回  | 千原ジュニア（千原兄弟） | 大堀恵                               | 華恵（エッセイスト・モデル） |
| 第7回  | 千原ジュニア（千原兄弟） | クロちゃん（安田大サーカス）         | 中島光信（僧侶）             |

## スタッフ
- 総合演出 :並木慶
- ナレーション : とくこ、ジャン(ギャルソン)
- 構成 : 鈴木おさむ、遠藤敬、辻健一、デーブ八坂、坂田景子
- TM :  大島秀一
- TD/SW : 高橋広
- CAM : 宮内大翼
- MIX : 根岸史人
- VE : 橋口司
- 照明 : 木内聡
- 美術 : 小山晃弘
- デザイン : 小谷知輝
- 美術進行 : 亀井直子
- CG : 渕野由美
- 大道具 : 松本寿久
- 電飾 : 高久裕己
- メイク : 小野やよい
- 編集 : 島田金治
- MA : 中尾和博
- 音効 : 遠藤治朗
- 技術協力 : MABU、テイクシステムズ、テレテック、麻布プラザ・Nextry(表記なし)
- 美術協力 : テレビ朝日クリエイト
- 制作進行 : 最上つばさ
- アシスタントプロデューサー : 石田菜穂子(テレビ朝日)、竹山知子
- ディレクター : 中根拓也、高畑忠司、阿部和孝、西村啓志
- 演出 : 川田忠仁
- プロデューサー : 稲富聡(よしもとクリエイティブ・エージェンシー)、今滝陽介(バックアップメディア)、二階堂義明(テレビ朝日)
- 制作協力：バックアップメディア
- 制作：テレビ朝日、吉本興業

## 放送局
| 放送対象地域 | 放送局             | 系列           | 放送日時           | 放送開始日     | 備考             |
| ------------ | ------------------ | -------------- | ------------------ | -------------- | ---------------- |
| 関東広域圏   | テレビ朝日 (EX)    | テレビ朝日系列 | 木曜 25:51 - 26:21 | 2013年8月15日  | 製作局           |
| 青森県       | 青森朝日放送 (ABA) | テレビ朝日系列 | 金曜 24:45 - 25:15 | 2013年10月4日  | 50日遅れ         |
| 石川県       | 北陸朝日放送 (HAB) | テレビ朝日系列 | 木曜 24:20 - 25:30 | 2013年11月21日 | 2回分のみを放送  |
| 日本全域     | テレ朝チャンネル1  | CSチャンネル   | 水曜 18:00 - 18:30 | 2013年8月28日  | リピート放送あり |